# Histoire d'Avignon

Blason d'Avignon

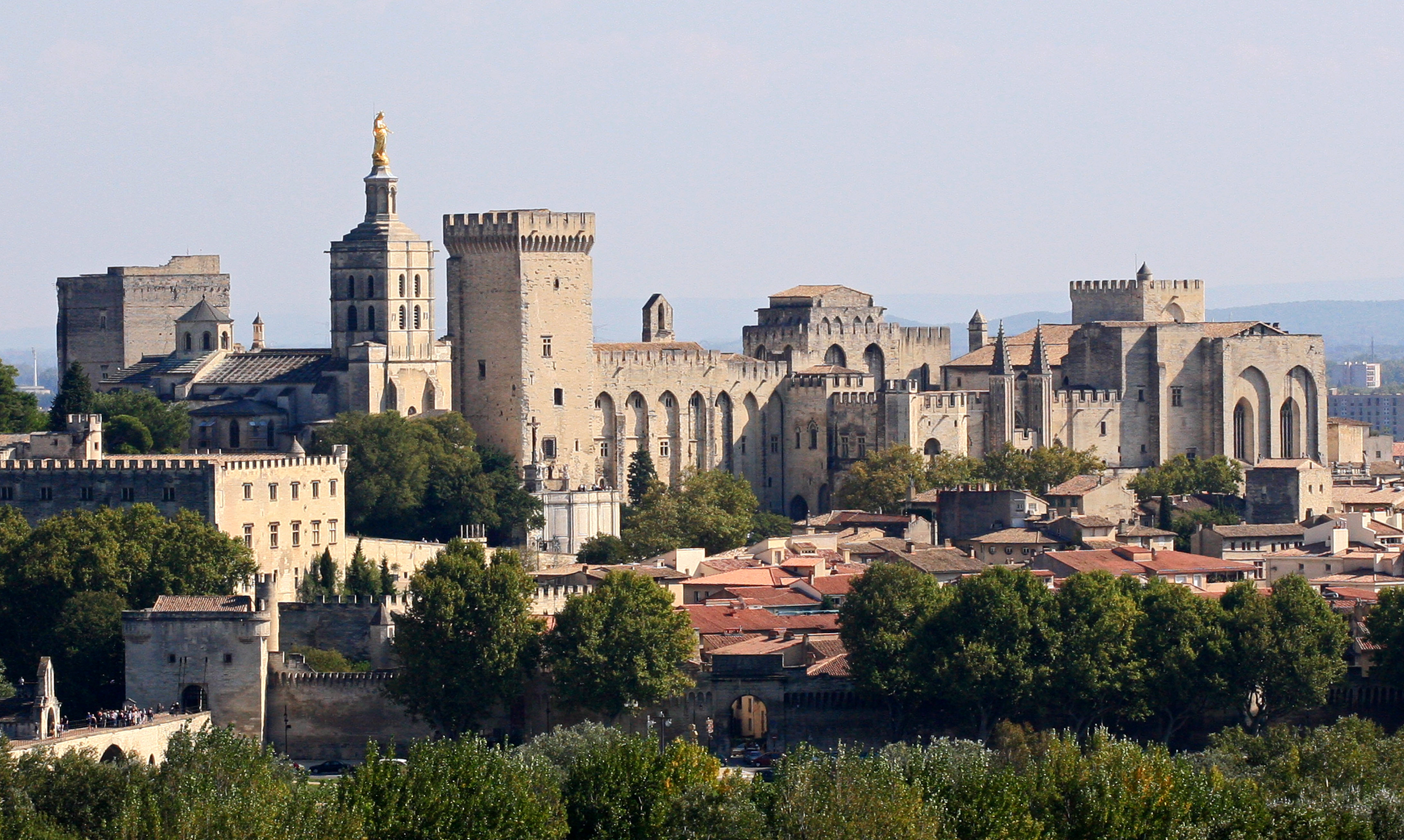
Le centre historique autour du palais des papes, symbole important de l'histoire de la ville.

Avignon est une ville du Sud de la France, dans le Vaucluse, qui s'étend sur la rive gauche du Rhône. L'histoire d'Avignon remonte à une occupation dès le Néolithique, elle est de nos jours surnommée la « cité des papes » en raison de l’installation des papes de 1309 à 1423, qui conservèrent des États (Comtat Venaissin) dans le sud de la France jusqu’à la Révolution.
C'est l'une des rares villes françaises à avoir conservé une grande partie de ses anciens remparts. Son centre historique, composé du Palais des papes, de l'ensemble épiscopal et du pont d’Avignon, a été classé Patrimoine mondial de l'UNESCO sous les critères I, II et IV.

## Préhistoire
Ce site fut occupé dès le Néolithique comme l'ont prouvé les chantiers de fouille du rocher des Doms et du quartier de la Balance.
En 1960 et 1961, des fouilles dans la partie nord du rocher des Doms dirigées par Sylvain Gagnière ont mis au jour une petite stèle anthropomorphe (hauteur : 20 cm) qui fut trouvée dans une zone de terre remaniée,. Sculptée dans de la molasse burdigalienne, elle a la forme d'une « stèle funéraire » avec sa face gravée d'une figure humaine très stylisée et sans bouche dont les yeux sont marqués par des cupules. Sur la partie inférieure, décalée légèrement sur la droite, a été creusée une cupule profonde d'où partent huit traits formant une représentation solaire, découverte unique sur ce type de stèle.
Par comparaison avec des figurations solaires identiques, cette stèle représentant le « premier avignonnais » a été classée dans une période s'étalant entre l'âge du cuivre et le bronze ancien qui correspond au Chalcolithique méridional.
Cela a été confirmé par les trouvailles faites dans ce déblai, situé près du grand réservoir d'eau sommant le rocher, où ont été mis au jour deux haches polies en roche verte, une industrie lithique caractéristique des « pasteurs des plateaux », quelques objets de parures chalcolithiques et une grande abondance de tessons de poterie hallstattienne indigène ou importée (ionienne et phocéenne).

## Antiquité
Le nom de la ville remonte aux environs du VIe siècle av. J.-C. La première citation d'Avignon (Aouen(n)ion) a été faite par Artémidore d'Éphèse. Si son ouvrage, « La Périple », est perdu, il est connu par l'abrégé qu'en fit Marcien d'Héraclée et les Ethniques, dictionnaire des noms des villes que fit Étienne de Byzance en se basant sur cet écrit. Il y indique :

« Ville de Massalia (Marseille), près du Rhône, le nom ethnique (le nom des habitants) est Avenionsios (Avenionensis) selon la dénomination locale (en latin) et Auenionitès selon l'expression grecque. »

Ce toponyme a deux interprétations : ville du vent violent ou encore plus vraisemblablement seigneur du fleuve. D’autres sources font remonter son origine au gaulois mignon (marais) et de l’article celtique défini.

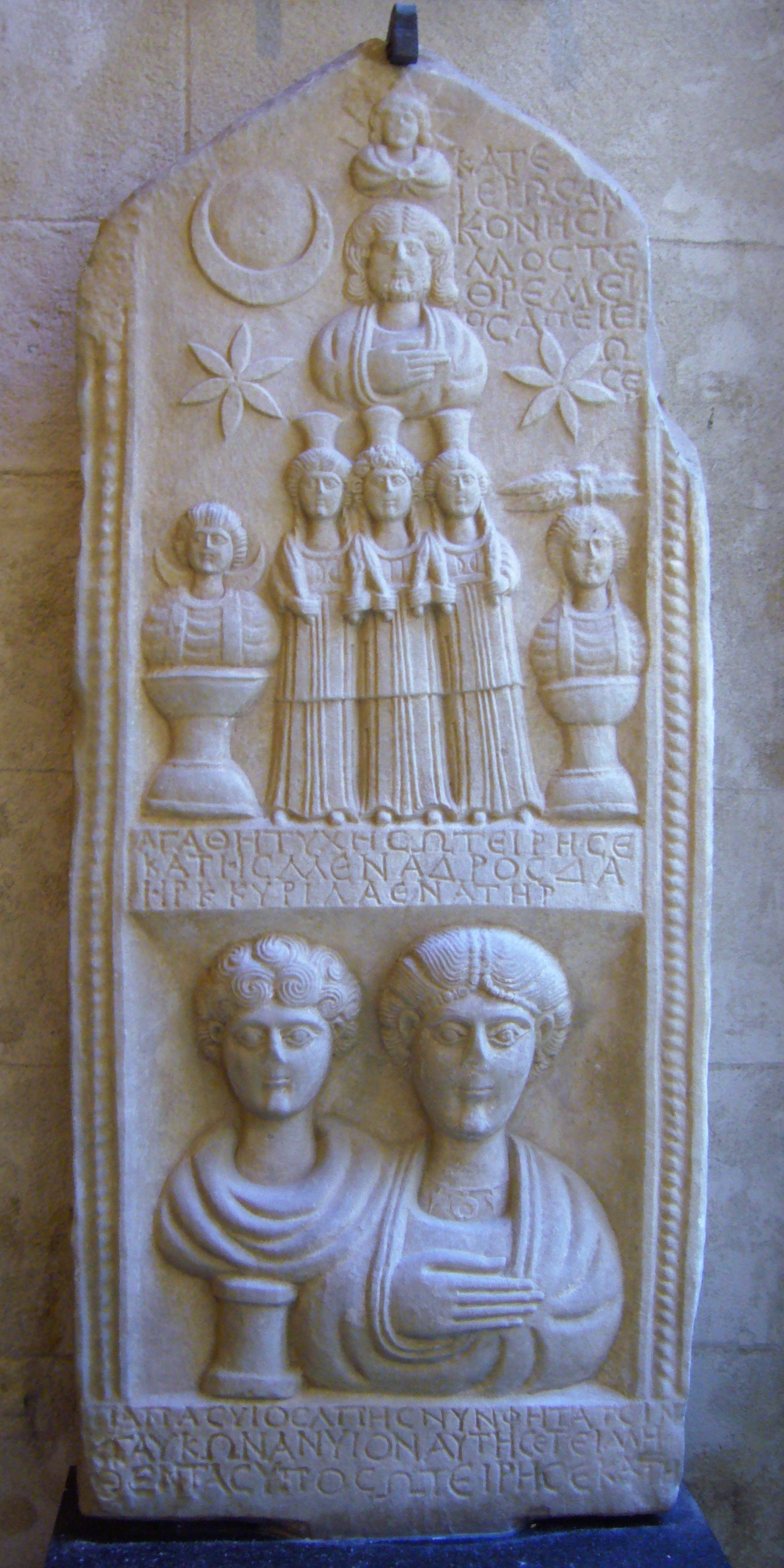
Stèle grecque en provenance d'Avignon, Musée lapidaire

Simple emporion grec fondé par les Phocéens de Marseille vers 539 av. J.-C., c'est au cours du IVe siècle av. J.-C. que les Massaliotes commencèrent à signer des traités d'alliance avec quelques villes de la vallée du Rhône dont Avignon et Cavaillon.
C'est probablement de cette période que date l'une des rares inscriptions puniques connues en France. En 1897, des fouilles au quartier Champfleury, ont permis de découvrir à quatre mètres de profondeur, gravée sur du schiste ardoisé, une stèle funéraire sans doute réalisée sur place, ce matériau étant inconnu à Carthage. Déposée au musée Borély de Marseille, elle a été traduite par Mayer Lambert.

« Tombeau de Zayqebat, la prêtresse de la Grande Dame… fille de…
Abdechmoun, fils de Baaljaton, fils de Abdechmoun, femme de Baalhanno, fonctionnaire des dieux, fils de Abdelmequart, fils de Himilkal, fils de Abdechmoun.
Ne pas [ouvrir ce tombeau]. »

Un siècle plus tard, Avignon fait partie de la « région des Massaliotes » ou du « pays de Massalia »
Fortifiée sur son rocher, la cité devient par la suite et resta longtemps la capitale des Cavares. Strabon, le géographe grec, parle d'elle comme l’une des plus importantes villes de la région. Un trésor d'oboles massaliotes, daté du IIe siècle av. J.-C. a été mis au jour en 1824 lors du creusement des fondations de l'Opéra sur la place de l'Horloge. C'est à cette même époque que le monnayage avignonnais imite celui de Massalia. Sur un côté est frappée la tête d'Apollon, sur l'autre une roue ou un sanglier surmontant les lettres A. O. Y. E., abréviation d'Aouenion.
À l'arrivée des légions romaines vers 120 av. J.-C., les Cavares, alliés des Massaliotes, deviennent ceux de Rome. Passée sous domination de l'Empire romain, Aouenion devient Avennio et fait maintenant partie de la Gaule Narbonnaise (118 av. J.-C.), puis de la 2e Viennoise. Avignon reste « ville fédérée » de Marseille jusqu'à la conquête de la cité phocéenne par C. Trébonius et Décimus Junius Brutus, lieutenants de César, elle devient alors  une cité de droit latin en 49 av. J.-C.. Elle acquiert le statut de colonie latine en 43 av. J.-C. Pomponius Mela la place parmi les villes les plus florissantes de la province.
Des remparts sont construits autour de la ville dès le premier siècle (les Romains, lancés à la conquête de la Gaule, font d'Avignon une ville fortifiée), la ville couvre alors 46 hectares et a une population de près de  25 000 habitants. Le forum romain est sur l’actuelle place de l’Horloge.
Au cours des années 121 et 122, l’empereur Hadrien séjourne dans la Provincia où il visite Vaison, Orange, Apt et Avignon. Il  accorde à cette dernière cité le statut de colonie romaine : Colonia Julia Hadriana Avenniensis et ses citoyens sont inscrits dans la tribu.
À la suite du passage de Maximien Hercule, qui allait combattre les Bagaudes, paysans gaulois révoltés, un premier pont en bois est construit sur le Rhône et unit Avignon à la rive droite. Il a été daté par dendrochronologie de l'an 290. Au IIIe siècle, il existe une petite communauté chrétienne hors les murs autour de ce qui deviendra l’abbaye Saint-Ruf.

## Haut Moyen Âge
Si la date de la christianisation de la cité n'est pas connue avec certitude et que ses premiers évangélisateurs et prélats relèvent de la tradition hagiographique, ce qui est assuré est la participation de Nectarius, premier évêque historique d'Avignon, le 29 novembre 439, au concile régional dans la cathédrale de Riez auquel assistent les treize évêques des trois provinces d’Arles.
En novembre 441, Nectarius d’Avignon, accompagné de son diacre Fontidius, participe au concile d’Orange convoqué et présidé par Hilaire d'Arles, où les pères conciliaires définissent le droit d’asile. L'année suivante, avec ses lecteurs Fonteius et Saturninus, il se retrouve au premier concile de Vaison avec dix-sept évêques, représentant des Sept Provinces. il décède en 455.

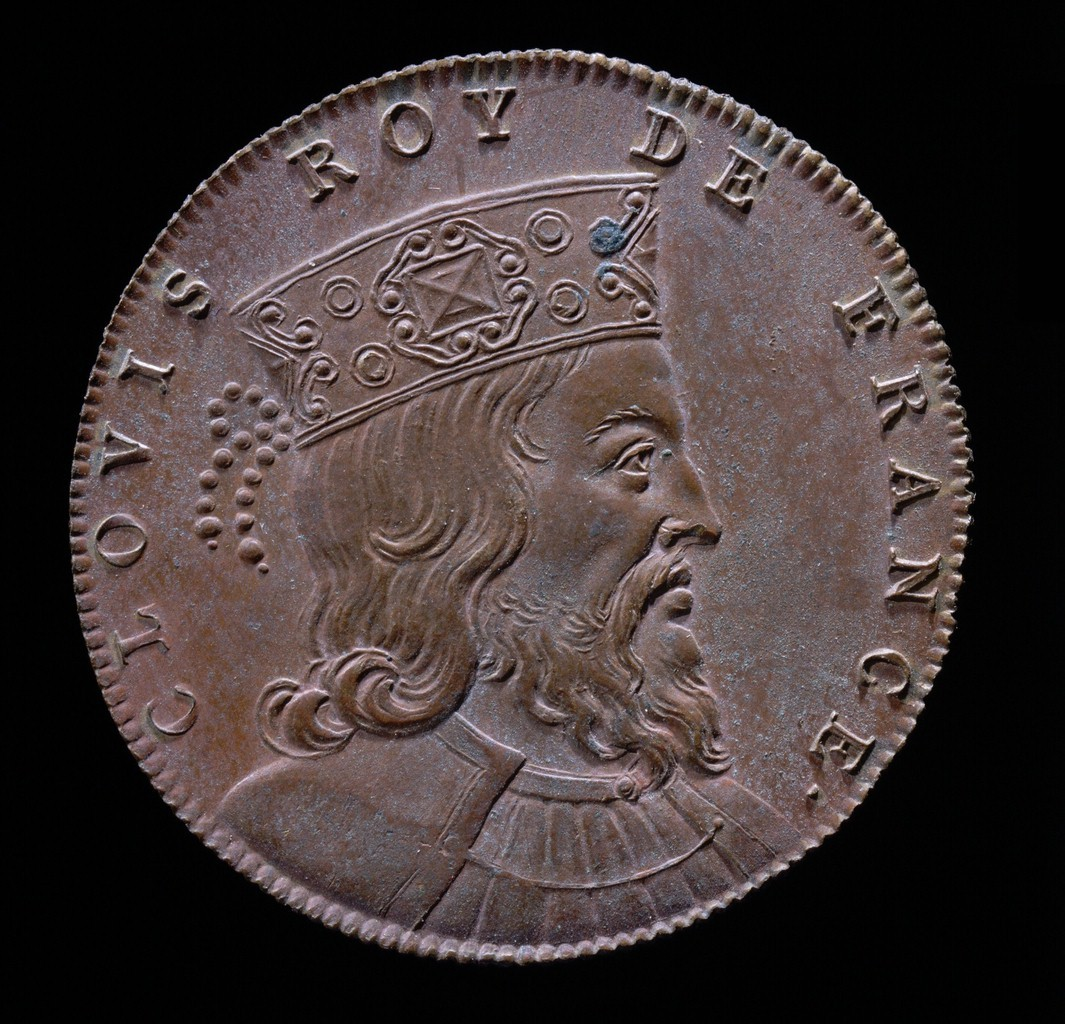
Clovis, roi des Francs,
met le siège devant Avignon en 500

En 472, Avignon est conquise et pillée par les Burgondes et ravitaillée par Patiens, le métropolitain de Lyon, qui lui fait parvenir du blé. Elle devient l'une des principales ville du royaume des Burgondes.
En 500, Clovis Ier, roi des Francs, attaque Gondebaud, roi des Burgondes, accusé du meurtre du père de son épouse Clotilde. Battu ce dernier se réfugie à Avignon que Clovis assiège. Grégoire de Tours signale que le roi des Francs fit dévaster les champs, couper les vignes, raser les oliviers et saccager les vergers. Le Burgonde est sauvé par l’intervention du général romain Aredius. Il l’avait appelé à son secours contre les « barbares francs » qui ruinaient le pays.
Durant la première moitié du VIe siècle, Avignon, une des grandes cités provençales, se trouve convoitée comme toute la « Provincia » par les Goths, les Burgondes et les Francs. Elle est Burgonde, de 484 à 500. Elle est sous la domination d'Alaric II, roi des Wisigoths jusqu'en 507. Avec son autorisation, le 10 septembre 506, se réunit le concile d’Agde où, sous la présidence de Césaire d'Arles se retrouvent vingt-quatre évêques. Outre les dix prélats exilés de leur siège, on note l’absence de représentants de vingt-six cités dont les évêques devaient être passés à l'arianisme à l’exemple de Julianus d’Avignon.
Ce qui n’est pas pour satisfaire Francs et Burgondes. En 508-509, afin de s’emparer de la « Provincia », leurs deux armées mettent le siège devant Arles. En Italie, le roi des Ostrogoths, Théodoric, beau-frère d’Alaric II, prend les armes. Ses troupes dégagent Arles puis reprennent Avignon, Orange, Carpentras et Saint-Paul-les-Trois-Châteaux.
En 517, les Burgondes ont repris pied dans la basse vallée du Rhône. Au concile d'Épaone (aujourd’hui Saint-Romain-d’Albon dans la Drôme), présidé par l’évêque Avit de Vienne se retrouvent les vingt-cinq évêques sujets de Sigismond, dont Salutaris d’Avignon.
Mais Théodoric l’Amale, qui a une revanche à prendre, quitte Ravenne en 523, repasse les Alpes, Avignon et Vaison sont occupés par l’armée du roi ostrogoth. Six ans plus tard, les Burgondes reprennent d’assaut Avignon.
En 536, Avignon suit le sort de la Provence qui est cédé aux Mérovingiens par Vitigès, le nouveau roi des Ostrogoths. Clotaire Ier annexe Avignon, Orange, Carpentras et Gap ; Childebert Ier, Arles et Marseille ; Thibert Ier, Aix, Apt, Digne et Glandevès. L’empereur Justinien Ier, à Constantinople, approuve cette cession.
Les Francs ayant assis leur pouvoir avec l'assassinat de Sigismond, les évêques provençaux sous la conduite de Césaire d’Arles participent au concile national d’Orléans en 541. Antoninus d’Avignon et Clematius de Carpentras sont présents. À son retour, Clematius de Carpentras décide de s’installer dans la cité de Venasque (Vendasca), plus sûre à défendre.
En dépit de toutes les invasions, la vie intellectuelle continue à fleurir sur les berges du Rhône, certains historiens[Qui ?] évoquant un cercle littéraire austraso-provençal. Grégoire de Tours note qu’après la mort de l’évêque Antoninus, en 561, l’abbé parisien Dommole refusa l’évêché d’Avignon auprès de Clotaire Ier persuadé qu’il serait ridicule « au milieu de sénateurs sophistes et de juges philosophes qui l’auraient fatigué ».[réf. nécessaire]
C’est cette même année, le 30 novembre, que meurt le roi des Francs. Son royaume est partagé en quatre : Caribert Ier devient roi de Paris ; la Neustrie est donnée à Chilpéric Ier ; la Bourgogne revient à Gontran Ier ; l’Austrasie est l’apanage de Sigebert Ier. Comme l’Austrasie n’a pas de débouché vers la Méditerranée, Sigebert s’ouvre un passage. Arles tombe puis est reprise par les Burgondes ainsi qu’Avignon. Mais un « couloir austrasien » (ou vallaque) est forcé qui relie l’Auvergne à Marseille coupant en deux la Burgondie de Gondran. Ce passage perdure trente-deux ans. Il se retrouve dans la toponymie avignonnaise avec Mondevergues (Mons Alvernicus) et Saint-Chamand (quartier d’Avignon). Ce couloir austrasien ou vallaque se repère encore par la toponymie en Ardèche avec Saint-Lager-Brassac (Léger, saint auvergnat), Saint-Julien-du-Gua, Saint-Julien-du-Serre (Julien de Brioude, saint auvergnat) ; dans le Gard avec Saint-Julien-de-Peyrolas ; dans le Vaucluse avec  Saint-Léger-du-Ventoux, à Suzette avec le Mont-Saint-Amand (Saint Amand, saint auvergnat) et à Robion où la Tour de Sabran fut jusqu’en 1213 le « Castro de Monte Alvernico » (Mont auvergnat) ; enfin dans les Bouches-du-Rhône avec Saint-Chamand, Vernègues (de Alvernico) et Velaux (Vallacus + suffixe onem).[réf. nécessaire]
Le patrice Eunius Mummolus, le général de Gondran, réside, près d’Avignon, à Machaovilla. Les Lombards du roi Alboïn, qui occupent les Alpes, descendent régulièrement dans la vallée du Rhône et se livrent au pillage. Par deux fois en, 571 et 572, le patrice Mummole les vainc, dont une fois à la bataille d'Estoublon.
Deux ans plus tard, ils reviennent et ravagent toutes les cités le long de l’antique voie Domitienne, pillent Apt, détruisent Machaovilla et mettent Avignon à sac. Pour se protéger la cité s’entoure de fossés et de pièges « afin que toute la localité fut protégée par les eaux ».
Mummole s’y retranche et n’hésite pas à accueillir, en 584, Gondovald, le bâtard de Clotaire Ier, qui voulait s’installer sur le trône de Gondran. Après un long périple au côté du prétendant qui le mène durant deux ans d’Auvergne dans le Comminges, Mummole rejoint Avignon. À la suite de la mort de Gondovald, en 586, le duc Gontran Boson, qui était allé chercher le bâtard à Constantinople, est arrêté par Gondran. Pour échapper à son sort, il promet de capturer Mummole et met le siège devant la cité provençale. Le patrice résiste d’abord victorieusement, mais décède au cours du siège. Gondran s’empare du trésor de guerre que celui-ci avait accumulé : 250 talents d’argent et plus de 30 talents d’or, soit environ 5 000 kg d’argent et 600 kg d’or que la patrice aurait découvert dans Avignon même.[réf. nécessaire]
Ce siècle s'achève par deux catastrophes. En 590, après un automne marqué par des orages et des inondations, la peste inguinaire, partie du port de Marseille, ravage Avignon qui perd le tiers de ses habitants et remonte dans le Vivarais. Et la crue du Rhône oblige à la réfection du pont de bois traversant le fleuve.
Le VIIe et le VIIIe siècle sont les plus noirs de l’histoire avignonnaise. La cité devient la proie des Francs sous Thierry Ier, roi d’Austrasie, en 612. Le concile de Chalon-sur-Saône est le dernier qui, en 650, indique une participation épiscopale des diocèses provençaux. À Avignon, il ne va plus y avoir d’évêque pendant 205 ans, le dernier titulaire connu étant Agricol.
Un historien maghrébin du XVIIe siècle, Al Maqqari, a publié une vieille chronique qui peut être datée vers 725. Elle indique que la cité d'Avignon était alors cantonnée uniquement sur le Rocher des Doms (Saẖrat Abinyūn : Rocher d'Avignon):

« ...de la communauté musulmane aux Francs...
 Des musulmans sont venus dans le pays des Francs et se sont avancés en pillant jusqu'au fleuve Rhône, point extrême de l'influence arabe et ultime contrée des Arabes chez les Francs.
Les expéditions de Tariq et de ses troupes ont permis la conquête des villes de Barcelone, de Narbonne, du Rocher d'Avignon  et du fort de Lyon sur le fleuve Rhône. Cette armée s'est éloignée du littoral d'où elle était entrée. Rappelons que la distance entre Cordoue et Narbonne, dans le pays des Francs, est de 335 (?) ou 350 (?) selon d'autres.
 Lorsque les musulmans sont entrés à Narbonne, ils se sont heurtés à Charles, le roi des Francs de ce grand pays. Irrité par leur conquête, il a mobilisé de nombreuses troupes et est allé à leur rencontre pour les contrer.
 Quand il est arrivé au fort de Lyon, et que les Arabes ont appris qu'il y avait un grand nombre de troupes, ils se sont écartés de son chemin. Charles s'est avancé jusqu'au Rocher d'Avignon et il n'a trouvé personne. Les musulmans avaient installé leur camp, loin devant, dans les collines avoisinant la ville de Narbonne »

— Al Maqqari.
 Même si les faits se sont plutôt passés ainsi : « En 725, le nouveau gouverneur d’Espagne Cho’eim El Kelbi envahit la Provence jusqu’à la vallée du Rhône puis Abderahman el Ghafiqi (Abdéraman) continue sur Châlons, Mâcon, Besançon, Beaune, Auxerre jusqu’à Luxeuil (monastère) et Sens, Lyon, Autun, Valence et Vienne sont envahies. », cette chronique du VIIIe siècle confirme l'état de régression dans lequel se trouvaient Avignon et la quasi-totalité des autres cités de l'ancienne Narbonnaise.
Après leur défaite à la bataille de Poitiers, les troupes d’Abd al-Rhamân refluent par la vallée du Rhône vers les côtes méditerranéennes. Les armées franques les poursuivent, prennent Avignon, en 737, égorgent une partie de sa population puis rentrent en Septimanie, l’actuel Languedoc. Les troupes sarrasines sont dispersées à Montfrin puis écrasées sur le plateau de Signargues, près du Pont du Gard. Horrifié par les exactions des Francs, le patrice provençal Mauronte sollicite l’aide des Sarrasins qui reviennent en alliés à Avignon et Marseille. En 734, Yusuf ibn 'Abd al-Râhman al-Fihri , wāli (gouverneur) de Narbonne, conclut un accord avec le patrice ou duc Mauronte permettant aux Sarrasins d'occuper un certain nombre de villes en rive gauche du Rhône pour protéger la Provence des visées de Charles Martel. À la mort du duc d'Aquitaine et de Vasconie, Eudes d'Aquitaine, en 735, Charles Martel se fait rendre hommage par ses deux fils Hunald Ier et Hatton d'Aquitaine. Profitant d'une intervention de Charles Martel au-delà du Rhin, les Sarrasins s'emparent d'Arles en 735 d'après la Chronique de Moissac, Fretta (Saint-Rémy-de-Provence), puis marchent sur Avignon dont ils s'emparent en 737 d'après les Annales de Fulda. La Chronique de Moissac et un continuateur de la Chronique de Frédégaire indiquent que les Avignonnais se sont battus contre les Sarrasins sur les bords de la Durance. Au printemps 737, Charles Martel a ressemblé une armée dont il confie le commandement à son frère Childebrand. Il fait le siège d'Avignon qui est repris après de violents combats. Charles Martel arrivé avec une seconde armée attaque la Septimanie et s'est avancé jusqu'à Narbonne dont le gouverneur sarrasin est alors Athima. Une armée est envoyée par voie de mer par le gouverneur d'Al-Andalus pour secourir Narbonne mais elle est battue par Charles Martel à la bataille de la Berre. Mais Narbonne, bien défendue, résiste et Charles Martel doit lever le siège pour faire face à d'autres agresseurs.
Pour déloger les Sarrasins, en 739, Pépin, le fils de Charles Martel, fait appel à Liutprand, le roi lombard, qui arrive par les cols des Alpes. Les deux cités sont prises d’assaut et mises à sac par les Francs et les Lombards. Leur population est exterminée.

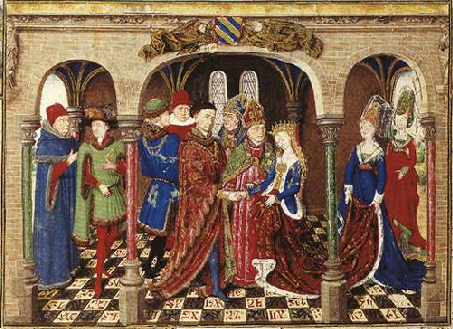
Gérard de Roussillon, gouverneur de Provence et héros de la « Chanson de Roland »

Après ce désastre, le milieu du IXe siècle marque un léger renouveau dans l’histoire d’Avignon et de son diocèse. En 853, le noble Gaucelin et son épouse donne à l’Église d’Avignon et à son évêque Ragenutius le prieuré Sainte-Marie de Jonquerettes et tous leurs biens « dans le comté d’Avignon ». La sûreté de cette place forte est à nouveau reconnue puisque Gérard de Roussillon, gouverneur de Provence et héros de la « Chanson de Roland », s’y réfugie après sa défaite face aux armées de Charles le Chauve. Il y meurt en 873.
Un gouvernement centralisé est mis en place et en 879, l’évêque d’Avignon, avec tous ses collègues provençaux, se rend au plaid de Mantaille, en Viennois, où Boson 1er est élu roi de Provence.
Le Rhône peut à nouveau être franchi puisqu’en 890, une partie de l’antique pont d’Avignon est restauré dont la pile no 14 près de Villeneuve. Cette même année, Louis, fils de Boson, succède à son père. Son élection a lieu au plaid de Varennes, près de Mâcon, et Thibert, qui a été son plus efficace soutien, devient comte d’Apt. En 896, il agit comme plénipotentiaire du roi à Avignon, Arles et Marseille avec le titre de « gouverneur général de tout le comté d’Arles et de Provence ». Deux ans plus tard, à sa demande, le roi Louis fait don de Bédarrides au prêtre Rigmond d’Avignon.
Le 19 octobre 907, le roi Louis, devenu empereur et aveugle, restitue à Remigius, évêque d’Avignon, une île sur le Rhône. Cette charte porte la première mention d’une église cathédrale dédiée à Marie.
Le 16 mai 908, alors qu’il se trouve à Vienne, Louis l’Aveugle, par une charte conservée dans le cartulaire de Notre-Dame des Doms, donne cette fois à Remigius et à sa cathédrale tout le territoire compris entre la Sorgue et le Rhône.
Sur proposition de ses deux lieutenants, le comte Hugues d’Arles et le comte Theutbert d’Apt, le 4 avril 912, Louis l’Aveugle remet à Fulcherius, le nouvel évêque d’Avignon, plusieurs églises de son diocèse et y ajoute le terroir de Bédarrides.
L’année suivante, l’évêque d’Avignon, reçoit du même l’église des saints Côme et Damien, avec ses vignes, près de Châteauneuf-Calcernier, ainsi que le port et le « Castrum de Léris ».
Le 2 mai 916, Louis l’Aveugle restitue au diocèse d’Avignon les églises de Saint-Ruf et de Saint-Géniès. Le même jour, l’évêque Fulcherius teste en faveur de ses chanoines et des deux églises Notre-Dame et Saint-Étienne formant sa cathédrale.
Dans l’église Saint-Laurent d’Avignon, en 919, Laudoin et son épouse Eiglenracle font donation à la cathédrale et à l’église Saint-Pierre sises en cette cité, d’un domaine comprenant Lirac avec son église Saint-Pierre et leur villa de l’Arbre avec son église Saint-Laurent.
Un événement politique d’importance a lieu en 932 avec la réunion du royaume de Provence et de celui de Haute Bourgogne. Cette union forme le royaume d’Arles dont Avignon est l’une des plus fortes cités.
En dépit de leur défaite à Poitiers et à Signargues, les Sarrasins étaient revenus et après avoir conquis le Fraxinet s’étaient installés dans les Alpes durant tout le Xe siècle.

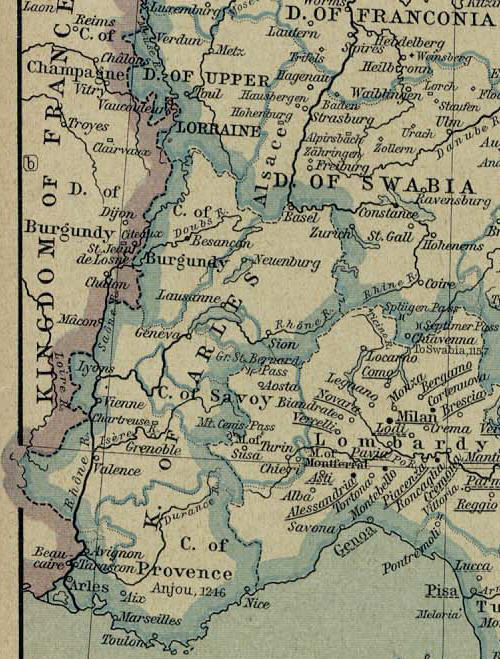
Carte du Royaume d'Arles qui sera rattaché au Saint-Empire romain germanique en 1003

En 972, en Valais, ils pillent Saint-Maurice d’Agaune et dévastent le prieuré bénédictin du « Col Pœninus ». Dans la nuit du 21 au 22 juillet, ils font prisonnier dom Mayeul, l’abbé de Cluny, qui revenait de Rome. Ils demandent pour chacun une livre de rançon, soit 1 000 livres, une somme énorme, qui leur est rapidement payée. Maïeul est libéré à la mi-août et retourne à Cluny en septembre.
En septembre 973, Guillaume et son frère Roubaud, fils de Boson II, mobilisent, au nom de dom Maïeul, tous les nobles provençaux. Avec l’aide d’Ardouin, marquis de Turin, au bout de deux semaines de siège, les troupes provençales chassent les Sarrasins de leurs repaires du Fraxinet et de Ramatuelle, puis de celui de Peirimpi, près de Noyers, dans la vallée du Jabron. Guillaume et Roubaud y gagnent leur titre de comtes de Provence. Le premier siège à Avignon, le second à Arles.
En 976, alors que Bermond, beau-frère d’Eyric, est nommé vicomte d'Avignon par l’empereur Conrad le Pacifique, le 1er avril, le cartulaire de Notre-Dame des Doms d’Avignon indique que l’évêque Landry restitue aux chanoines de Saint-Étienne des droits qu’il s’était injustement approprié. Il leur cède un moulin et deux maisons, qu’il avait fait construire à leur intention sur l’emplacement de l’actuelle tour de Trouillas du palais des papes. En 980, ces chanoines sont constitués en chapitre canonial par l’évêque Garnier.
En 994, dom Maïeul arrive à Avignon où se meurt son ami Guillaume le Libérateur. Il l’assiste dans ses derniers moments dans l’île faisant face à la cité sur le Rhône. Le comte a comme successeur le fils qu’il avait eu de sa seconde épouse Alix. Celui-ci va régner en indivision avec son oncle Roubaud sous le nom de Guillaume II. Mais en face du pouvoir comtal et épiscopal, la commune d’Avignon s’organise. Vers l’an mil, il existe déjà un proconsul Béranger qui nous est connu, avec son épouse Gilberte, pour avoir fondé une abbaye au « Castrum Caneto ».
Le royaume d’Arles, en 1003, est rattaché au Saint-Empire romain germanique. Le Rhône désormais est une frontière qui ne peut être franchie que sur le vieux pont d’Avignon.

## Bas Moyen Âge

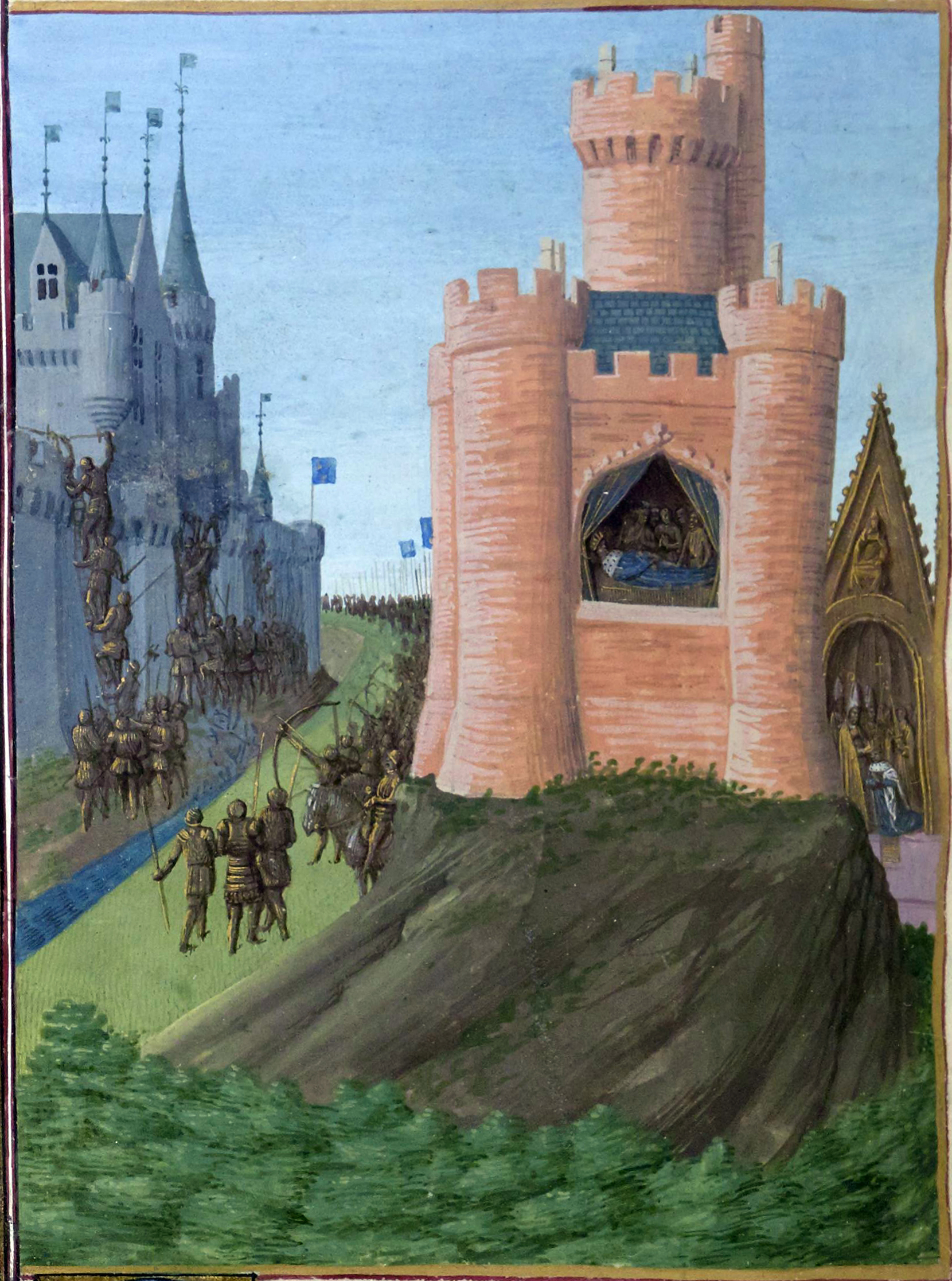
Siège d'Avignon en 1226 (sur la gauche), Mort de Louis VIII le Lion et couronnement de Louis IX (sur la droite)

Après le partage de l’empire de Charlemagne, Avignon, comprise dans le royaume d’Arles ou royaume des Deux-Bourgogne, fut possédée en commun par les comtes de Provence et de Forcalquier, puis par ceux de Toulouse et de Provence.
Sous la suzeraineté de ces comtes, elle fut dotée d’une administration autonome (création d’un consulat en 1129, deux ans avant sa voisine Arles)
1209, concile d'Avignon avec une deuxième excommunication pour Raymond VI de Toulouse.
Lors de la guerre des Albigeois, la ville ayant pris parti pour Raymond VII de Toulouse, comte de Toulouse, elle fut assiégée et prise par le roi de France Louis VIII le 9 septembre 1226.
Fin septembre, soit peu de jours après la reddition de la ville aux troupes du roi Louis VIII, Avignon connut des inondations, qui auraient de toute manière chassé l'occupant.
En 1249, elle s’érigea en une république à la mort de Raymond VII, ses héritiers étant partis en croisade.
Mais en 1251, elle fut forcée de se soumettre aux deux frères de Saint Louis, Alphonse de Poitiers et Charles d’Anjou, héritiers par les femmes des marquisat et comté de Provence, qui en furent coseigneurs. Après la mort d’Alphonse (1271), Philippe III de France hérita de sa part d’Avignon, et il la transmit en 1285 à son fils Philippe le Bel. Celui-ci la céda en 1290 à Charles II d'Anjou, qui dès lors resta seul propriétaire de toute la ville.

### La papauté d’Avignon

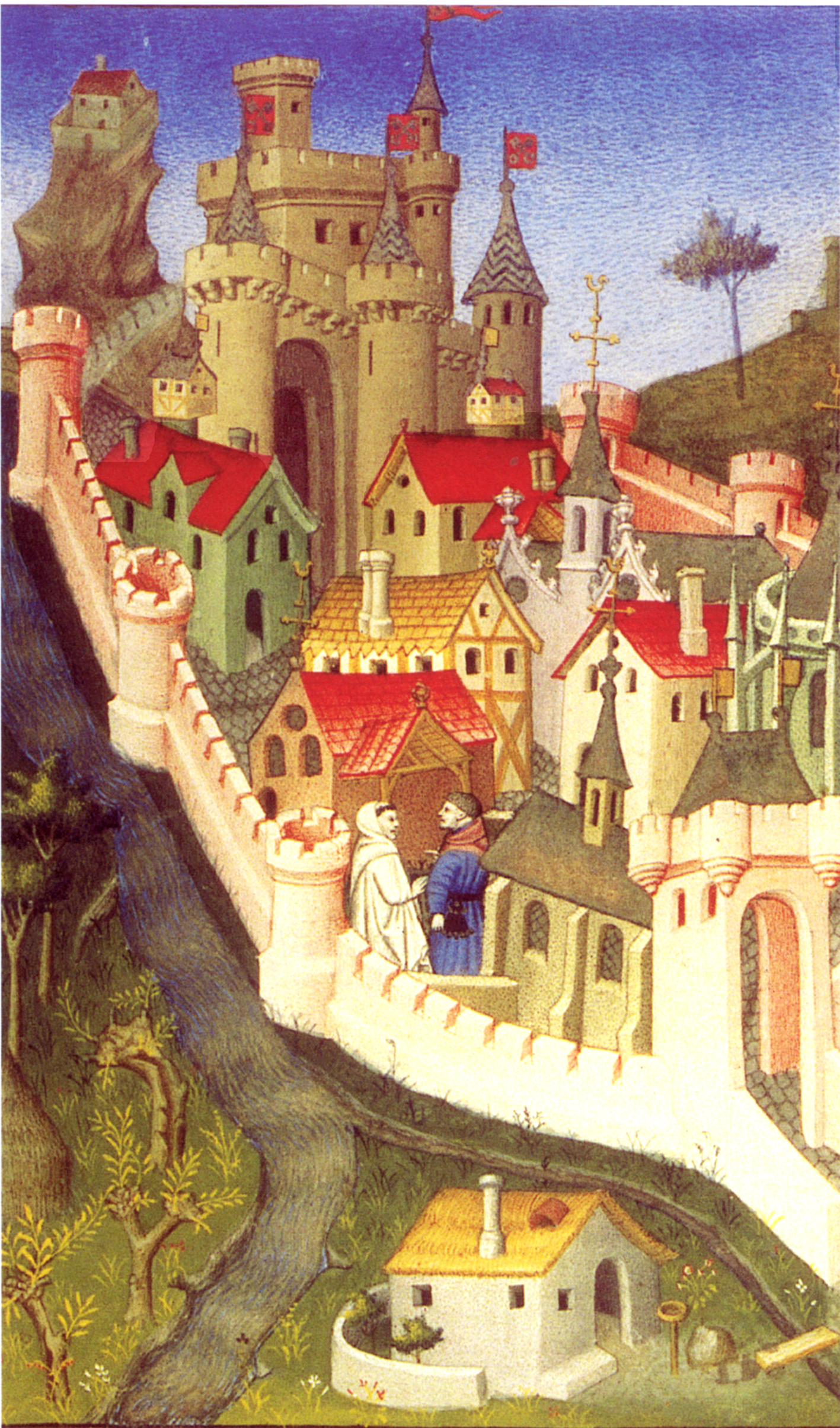
Le palais des Papes et la ville d'Avignon, interprétation du Maître de Boucicaut au début du XVe siècle
ms. 23279, f° 81, Bibliothèque nationale

Transfigurée par les papes au XIVe siècle, la cité rhodanienne a résisté aux assauts du temps. Églises, palais et couvents composent un décor médiéval spectaculaire et parfaitement conservé.
Avignon est connue comme ancienne cité papale. En 1309, sous le pape Clément V (ex-archevêque de Bordeaux), Avignon devint la résidence des papes, déjà possesseurs du comtat Venaissin ; elle fut vendue le 9 juin 1348 à Clément VI par Jeanne Ire de Naples, reine de Naples et comtesse de Provence. Au total ce sont neuf papes — dont deux schismatiques — qui vont se succéder dans le palais des Papes et enrichir celui-ci au fil des pontificats. À la fois forteresse et palais, la résidence papale est construite entre 1334 et 1363. Elle sera pendant près d'un siècle le siège de la chrétienté d'Occident.
- 1309–1314 Clément V
- 1316–1334 Jean XXII
- 1334–1342 Benoît XII
- 1342–1352 Clément VI
- 1352–1362 Innocent VI
- 1362–1370 Bienheureux Urbain V
- 1370–1378 Grégoire XI
- 1378–1394 ’antipape Clément VII
- 1394–1423 ’antipape Benoît XIII

La cour bouillonne et attire un grand nombre d'immigrants : marchands, peintres, sculpteurs, musiciens…

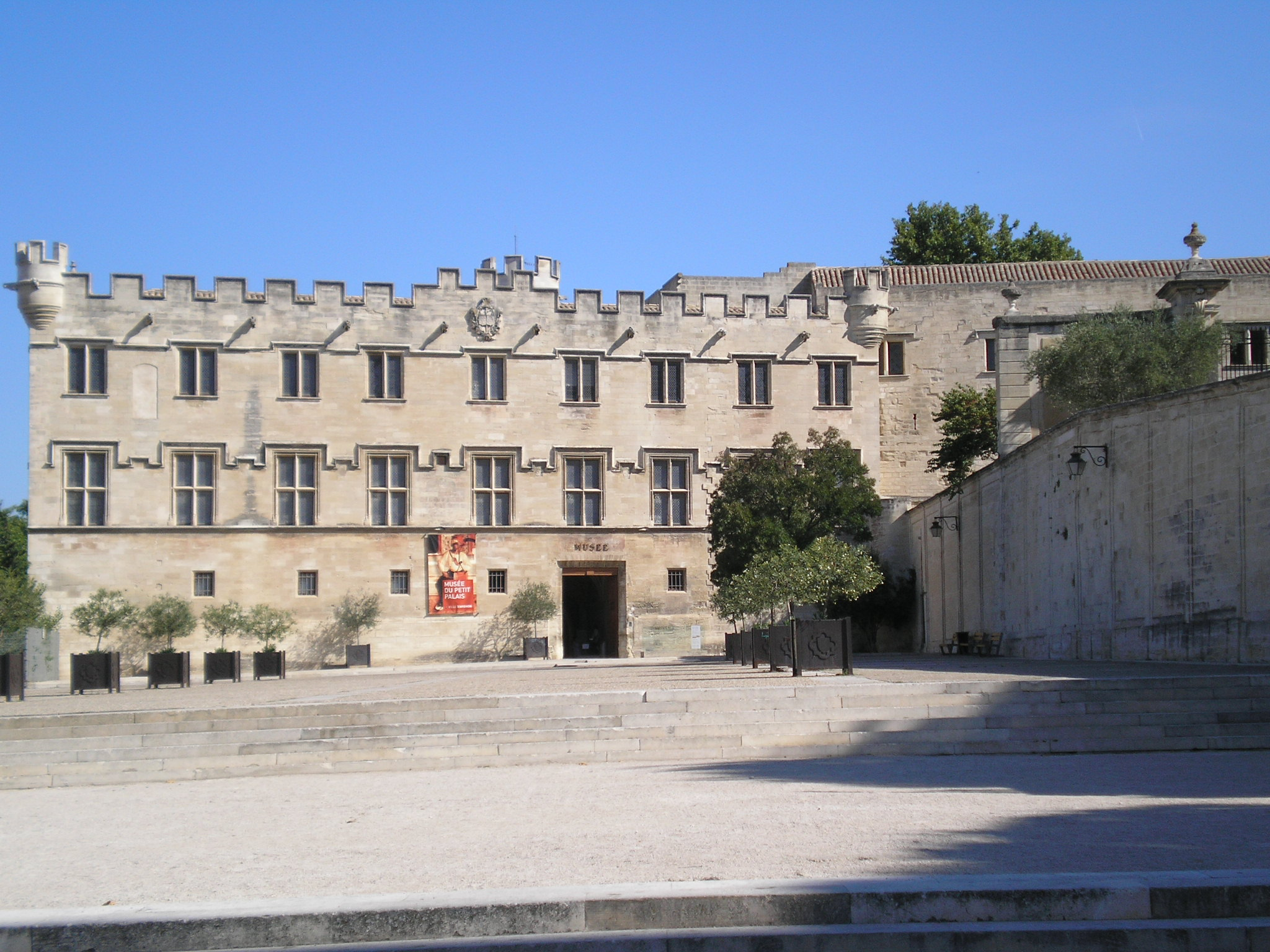
Le Petit Palais
Livrée cardinalice d'Anglic de Grimoard où mourut Urbain V

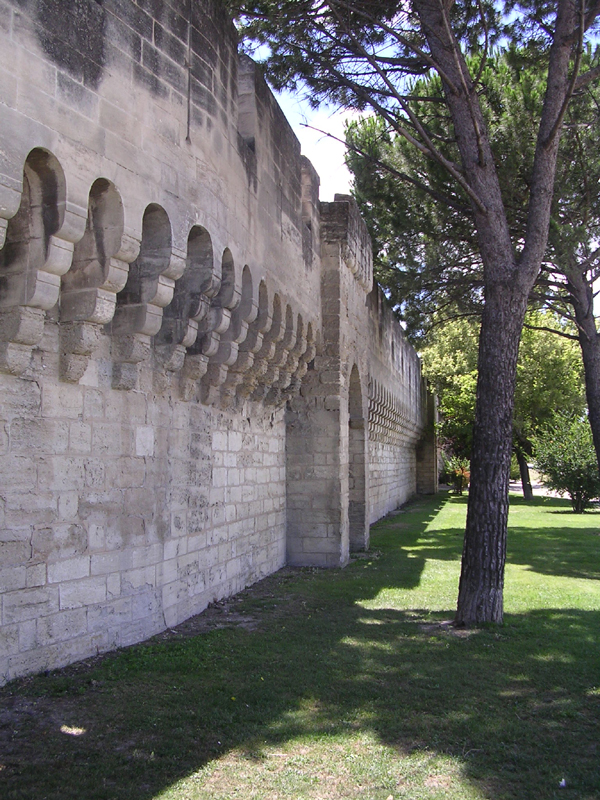
Les remparts d'Avignon

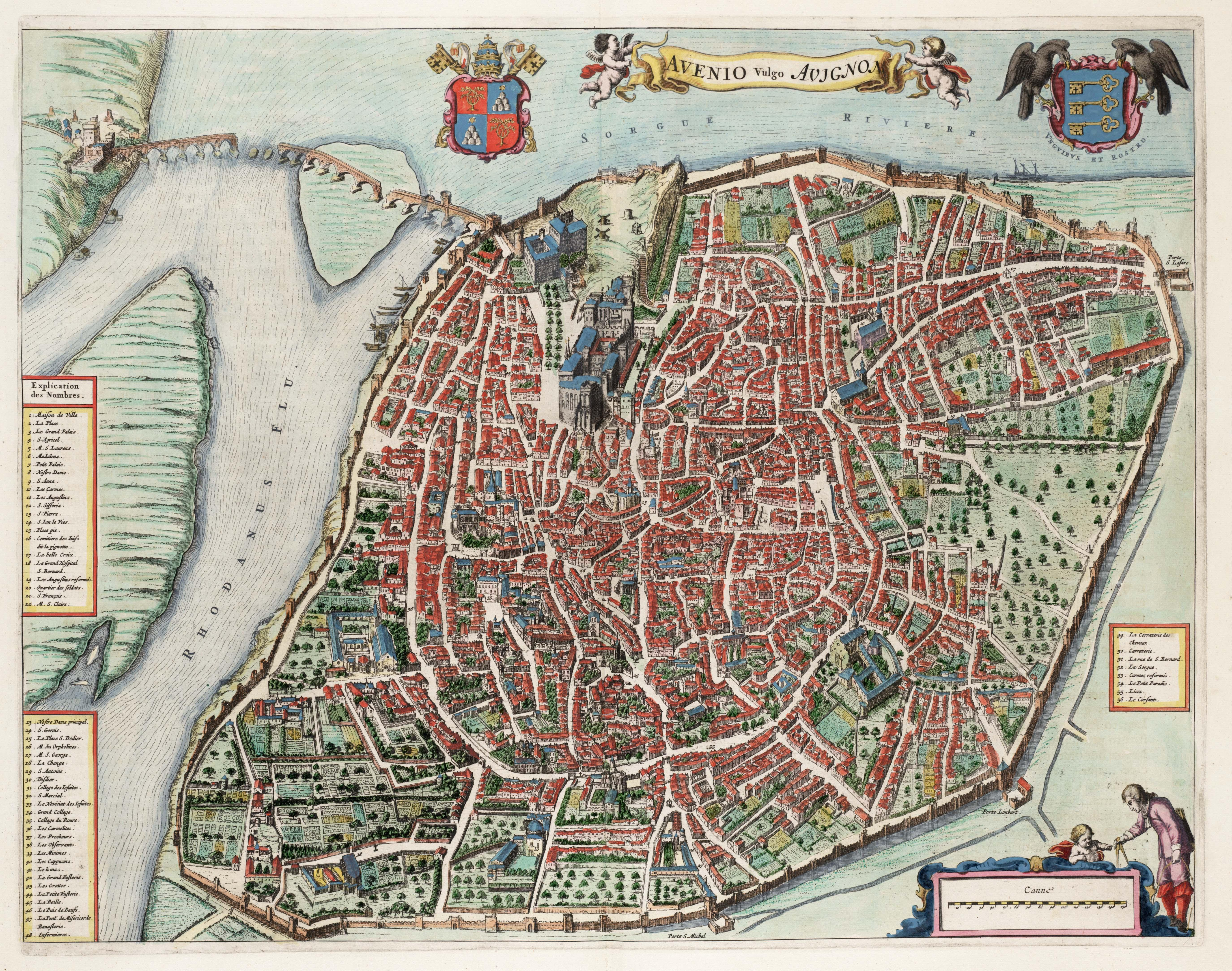
Plan d'Avignon gravé en 1649 pour l'Atlas van Loo

En 1355, Innocent VI fait élever de nouveaux remparts, afin d'englober les nouveaux faubourgs et de tenir les grandes compagnies à distance. Ces bandes de pillards épargnent la ville après avoir reçu une très dissuasive compensation financière. Puis les saints pères s'en retournent à Rome, les siècles passent… Et Avignon conserve sa muraille. Une muraille pas bien haute, finalement, que l'on pourrait presque enjamber et qu'un certain missionnaire, le père Labat, raillait ainsi en 1731 : « Si les boulets de canon n'étaient remplis que de vent, [les remparts] pourraient résister quelque temps. » Il a même été question un moment de les démolir. On les avait déjà percés : ils comptaient, en effet, 7 portes à l'origine, fermées la nuit et réduites à 4 vers le XVIe siècle. On en compte aujourd'hui 29, étroites poternes et brèches incluses. Les murs actuels (4 330 mètres de longueur) datent de 1356. Ils furent édifiés à la demande du pape Innocent VI pour englober les nouveaux quartiers d'une ville en pleine expansion et la protéger des bandes de pillards qui écumaient la région. Au XIXe siècle, l'architecte Viollet-le-Duc redessina l'ensemble. Parfaitement conservée, cette muraille basse à mâchicoulis enserre le cœur administratif et culturel de la ville. Un Avignonnais sur sept y a élu domicile.
Urbain V prendra le premier la décision de retourner à Rome au grand bonheur de Pétrarque, mais la situation chaotique qu’il y trouve et les différents conflits l’empêchent de s’y maintenir. Il meurt très peu de temps après son retour à Avignon.
Son successeur Grégoire XI décide à son tour de rentrer à Rome, ce qui met fin à la première période de la papauté d’Avignon. Lorsque Grégoire XI ramena le siège de la papauté à Rome, en 1377, la ville d’Avignon fut administrée par un légat. Les papes revinrent l’habiter pendant le Grand Schisme (1379–1411). Puis, de nouveau, la cité fut administrée par un légat, assisté, de manière permanente à partir de 1542, par un vice-légat.

## Temps modernes
En Avignon, le cardinal de Foix fut à la fois un administrateur avisé et un grand seigneur qui dépensa sans compter. Il décéda le 13 décembre 1464 et ses héritiers ne se résolurent à rendre le palais des papes qu'en mars 1465.
Louis XI insista alors auprès du Vatican pour faire nommer un prélat de sa famille à la légation d'Avignon. Si Paul II s'y refusa son successeur Sixte IV accepta d'en confier la charge à Charles de Bourbon, archevêque de Lyon. Le 2 avril 1472, il reçut les pouvoirs, mais non le titre de légat et fut révoqué le 21 février 1476. Ce qui permit au pape de nommer légat son neveu, Julien de la Rovère, pour lequel, l'année précédente, il avait élevé l'évêché d'Avignon au rang d'archevêché.
Furieux Louis XI décida d'intervenir militairement le 30 avril 1476 pour réinstaller son cousin au palais des papes. Si l'affaire put se régler diplomatiquement, cela n'empêcha point le roi de France de diriger quelques compagnies de routiers soudoyées par ses soins piller Avignon et le Comtat.
Mais le futur Jules II se révéla aussi fin tacticien qu'administrateur éclairé. Ce fut lui qui créa en 1476 le célèbre Collège du Roure, révisa en 1481 les statuts municipaux et qui, après s'être opposé au pape Alexandre VI, en 1494, et être rentré en grâce un an plus tard, reçut magnifiquement, César Borgia, le fils du pape, dans son palais d'Avignon. Il fut élu pape le 1er novembre 1503.
C'est à lui que l'on doit la première vraie restauration du Palais après le départ définitif des Papes et antipapes.
Après Julien de la Rovère furent en charge les cardinaux Georges d'Amboise (1503-1510) et Robert Guibé (1510-1513). Leur successeur le cardinal François Guillaume de Castelnau de Clermont-Lodève (1503-1541) est entré dans l'histoire avignonnaise pour avoir reçu à six reprises François Ier au palais des papes. Le roi de France vint une première fois en février 1516, au retour de Marignan, puis lors de la première invasion de la Provence par les troupes de Charles Quint, où il fut reçu le 14 septembre 1526 par le légat. Il fit un nouveau séjour en août 1533, alors qu'il se rendait à Marseille pour rencontrer Clément VII.
Ce fut à l'issue de ces trois premières visites que le roi fit publier des lettres patentes, en février 1535, accordant aux Avignonnais le statut de « régnicole », c'est-à-dire sujets du roi. Il revint à nouveau le 12 septembre 1536 lors de la seconde invasion de la Provence par Charles Quint, puis les 14 et 15 décembre 1537 et enfin les 13 et 15 mai 1538.
En 1562, la ville est assiégée par le baron des Adrets, qui voulait venger le massacre d’Orange.
Charles IX passe dans la ville lors de son tour de France royal (1564-1566), accompagné de la cour et des grands du royaume : son frère le duc d’Anjou, Henri de Navarre, les cardinaux de Bourbon et de Lorraine. La cour y séjourne trois semaines.
1618, exil de Richelieu à Avignon.
La ville reçut la visite de saint Vincent de Paul en 1607 et celle de saint François de Sales en 1622.
Première réunion d'Avignon et du Comtat Venaissin au royaume de France en 1663 après l'attaque de l'ambassadeur de France auprès du Saint-Siège, le duc de Créquy, par des gardes corses du pape Alexandre VII. Le pape s'étant excusé, le Comtat Venaissin lui est rendu en 1664. En 1688, Louis XIV décide de s'emparer du Comtat Venaissin un deuxième fois à la suite d'une brouille, en 1688, avec le pape Innocent XI. Le roi rend le Comtat Venaissin au pape Alexandre VIII par lettres patentes du 20 novembre 1689.
En 1691, la fonction de légat est supprimée et le vice-légat gouverne désormais seul la cité.
Ultérieurement, Avignon, comme capitale du Comtat Venaissin, est donc restée possession pontificale jusqu’à la Révolution française, sauf entre 1768 et 1776, troisième réunion d'Avignon et du Comtat Venaissin à la France, à la suite d'un conflit entre Louis XV et le pape Clément XIII qui soutient les Jésuites réfugiés dans le Comtat et qui a proclamé sa souveraineté sur le duché de Parme qui est sous la tutelle de la France.
Au début du XVIIIe siècle, les rues d'Avignon sont toujours étroites et tortueuses, mais le bâti se transforme et des maisons remplacent petit à petit les anciens hôtels. Autour de la ville, plantations de muriers, vergers et prairies.
Le 2 janvier 1733, François Morénas fonde un journal, le Courrier d'Avignon, dont le nom évoluera au fil du temps et des interdictions. Publié dans l'enclave pontificale, hors du royaume de France, puis à Monaco, le journal échappait au système de contrôle de la presse en France (privilège avec autorisation préalable) tout en subissant le contrôle des autorités pontificales. Le Courrier d'Avignon parut de 1733 à 1793 avec deux interruptions, l'une entre juillet 1768 et août 1769 à cause de l'annexion d'Avignon à la France et l'autre entre le 30 novembre 1790 et le 24 mai 1791.
Anecdote fiscale : c’est le Rhône qui déterminait la frontière entre les terres pontificales et le royaume de France. Mais le fleuve était considéré comme territoire français. Lorsque les crues inondaient les bas-quartiers d’Avignon, les collecteurs d’impôts royaux venaient donc en barque prélever les impôts dus à la couronne.

## La Révolution française et leXIXesiècle
Le 12 septembre 1791, l’Assemblée nationale constituante vota l’annexion d’Avignon et la réunion du Comtat Venaissin au royaume de France, à la suite d'un référendum soumis aux habitants dudit Comtat.
Les 16 et 17 octobre 1791, ont lieu les massacres dits de la Glacière. Une soixantaine de personnes sont sommairement exécutées dans une tour du Palais des Papes, après le lynchage par la foule d'un administrateur municipal soupçonné à tort de vouloir saisir les biens des églises.
Le 7 juillet 1793, les insurgés fédéralistes du général Rousselet entrent à Avignon. Lors du passage de la Durance pour la prise de la ville par les troupes marseillaise, une seule personne sera tuée, Joseph Agricol Viala.
Le 25 juillet, le général Carteaux se présente devant la ville qui est abandonnée le lendemain par les troupes du général Rousselet à la suite d'une erreur d'interprétation des ordres venus de Marseille.

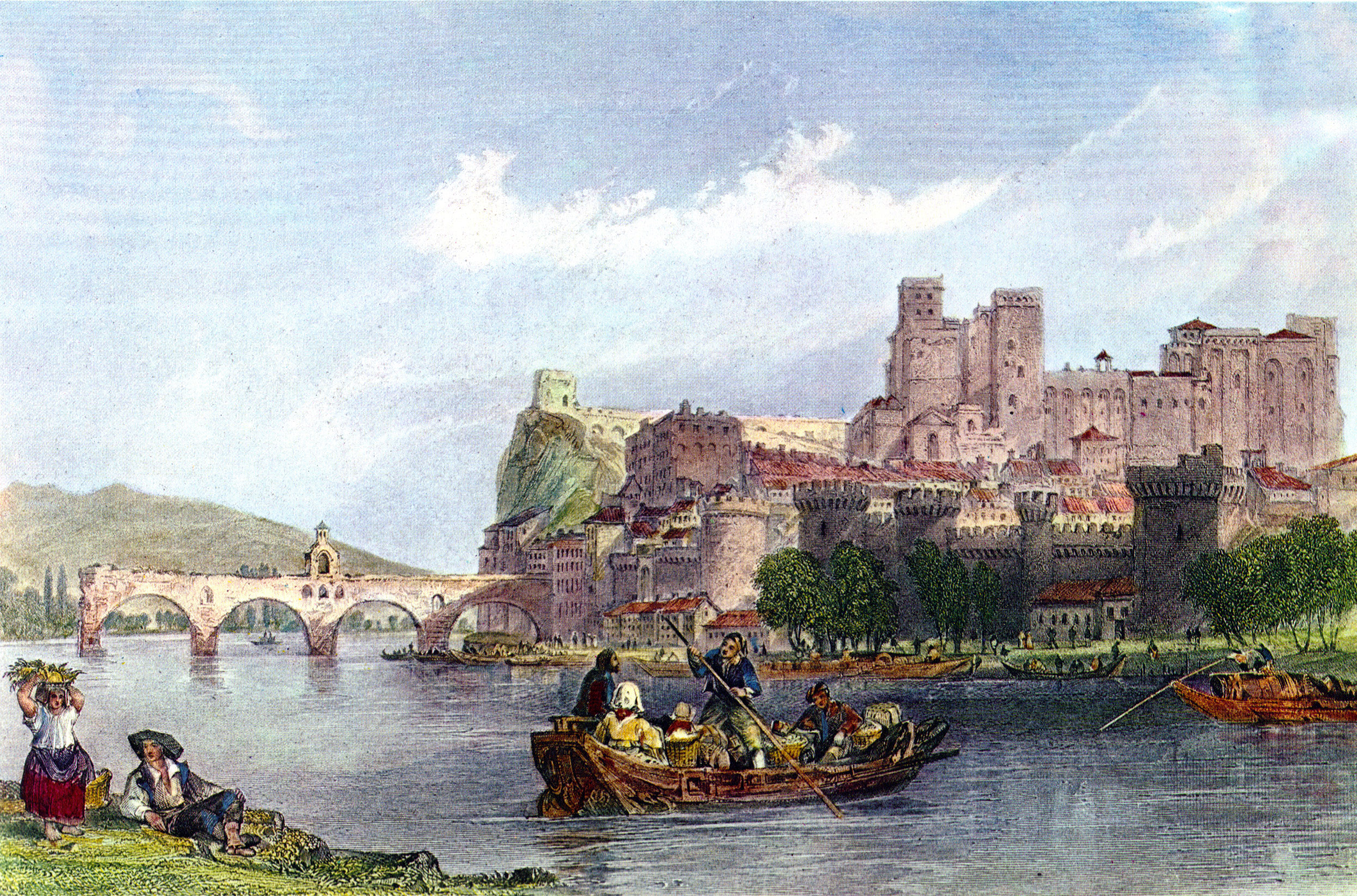
Bateaux à Avignon (dessin de T. Allom, gravure de E. Brandard)

À la création du département du Vaucluse le 12 août 1793, la ville en devient le chef-lieu. Cette réunion fut confirmée en 1797 par le traité de Tolentino. Le 7 vendémiaire an IV, le chevalier de Lestang s’empare de la ville pour les royalistes, avec une troupe de 10 000 hommes. Le représentant en mission Boursault reprend la ville et fait fusiller Lestang.
Pendant la Révolution et en 1815, Avignon fut le théâtre de déplorables excès de la Terreur blanche. Le 2 août 1815, le maréchal Brune est assassiné dans l'ancien hôtel du Palais Royal qui était situé place Crillon, en face de l'Hôtel d'Europe.
Le 18 octobre 1847, ouverture de la ligne Avignon - Marseille par la Compagnie du chemin de fer d'Avignon à Marseille. 1860, construction de l'actuelle gare d'Avignon-Centre. En novembre 1898, le réseau de tramway de la Compagnie des tramways électriques d'Avignon est ouvert en remplacement de l'ancienne compagnie de transport hippomobile.
Décembre 1851, tentative de coup d'État.
En 1856, une crue exceptionnelle de la Durance inonde Avignon.

### DuXXesiècleà nos jours

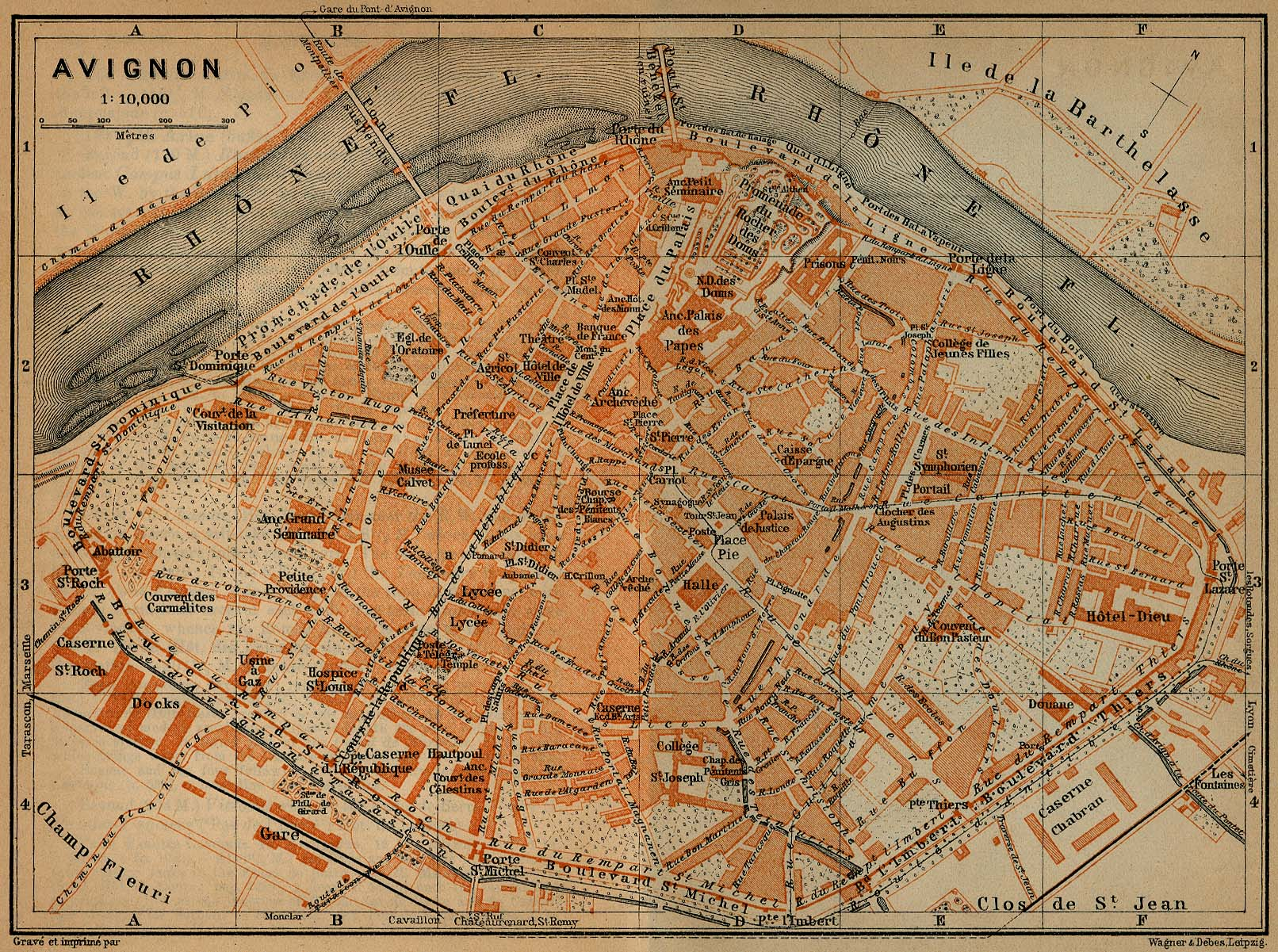
Plan d'Avignon en 1914
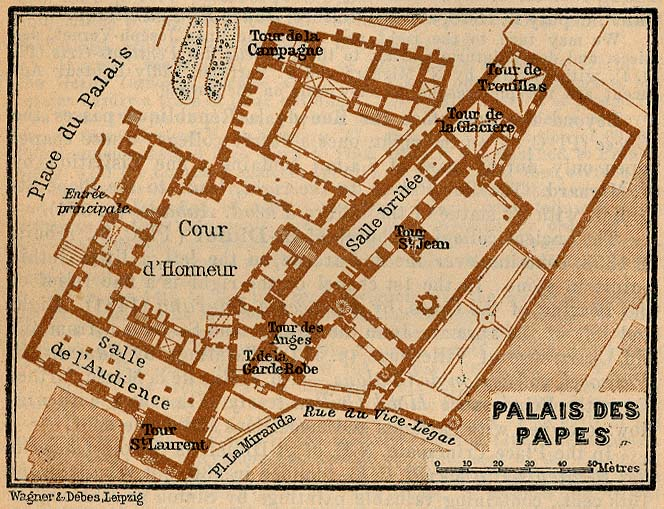
Plan du palais des Papes en 1914.

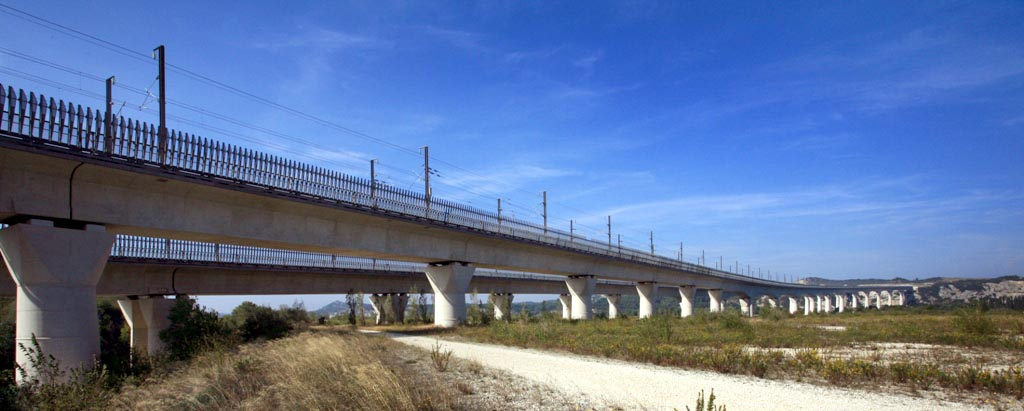
Le double viaduc des Angles, passage de la LGV Méditerranée sur le Rhône.

Le XXe siècle connait un important développement de l'urbanisation principalement dans l'extramuros et plusieurs projets importants voient le jour. Entre 1920 et 1975, la population a pratiquement doublé malgré la cession du Pontet en 1925 et la Seconde Guerre mondiale.
Côté transports, 1937 voit la création de l'aérodrome d'Avignon-Caumont qui deviendra aéroport et connaitra du début des années 80 à nos jours un essor important avec l'ouverture de lignes internationales, une nouvelle tour, des travaux d’allongement de piste, etc. 1996, le projet concernant la ligne LGV Méditerranée est lancé. Son trajet le fait passer sur la commune et par-dessus le Rhône. De 1998 à 2001, construction de la gare d'Avignon TGV. En septembre 1947 fut organisée la première édition du Festival d'Avignon.
La conclusion du pacte germano-soviétique fin août 1939 et le déclenchement de la Seconde Guerre mondiale suscitent une chasse aux communistes, à la fois dans l’espace politique (le parti est interdit, les maires suspendus) et dans l’espace symbolique : le 15 mars 1940, Albert Sarraut, ministre de l’Intérieur, envoie une circulaire aux préfets leur enjoignant de mener la chasse aux noms de rues évoquant le communisme, ce qui est un tournant, car normalement le gouvernement n’intervient pas dans ce domaine qui relève traditionnellement du pouvoir des communes. C’est ainsi qu'à Avignon, la rue Alexandre Blanc, nommée en l’honneur du député communiste et pacifiste du département, est débaptisée.
Après la Seconde Guerre mondiale, le 11 novembre 1948, Avignon reçoit une citation à l’ordre de la division. Cette distinction comporte l’attribution de la croix de guerre avec étoile d’argent. La ville se relève, développe son festival, dépoussière ses monuments, développe son tourisme et son commerce.